# 36/1994. (VI. 24.) AB határozat

## A határozat
Az Alkotmánybíróság 1994. július 24-én hozott határozatával megsemmisítette az akkori Btk. (1978. évi IV. törvény) 232. §-át, ami a "Hatóság vagy hivatalos személy megsértése" címszó alatt rendelkezett. Ezen rendelkezés kimondta, hogy:
„(1) Aki más előtt olyan tényt állít, híresztel vagy olyan tényre közvetlenül utaló kifejezést használ, amely a hivatalos személy becsületének csorbítására, vagy a hatóságot képviselő hivatalos személy megsértésén keresztül a hatóság becsületének csorbítására alkalmas, vétséget követ el, és két évig terjedő szabadságvesztéssel, közérdekű munkával vagy pénzbüntetéssel büntetendő.
(2) Az (1) bekezdés szerint büntetendő, aki a hatóság vagy hivatalos személy működésével kapcsolatban a hivatalos személy becsületének, vagy a hatóságot képviselő hivatalos személy megsértésén keresztül a hatóság becsületének csorbítására alkalmas kifejezést használ, vagy ilyen cselekményt követ el.
(3) Bűntett miatt három évig terjedő szabadságvesztéssel büntetendő, aki az (1) és (2) bekezdésben meghatározott bűncselekményt nagy nyilvánosság előtt követi el.
(4) Nem büntethető az elkövető, ha az állított tény valónak bizonyul. A valóság bizonyításának akkor van helye, ha a tény állítását vagy híresztelését, illetve a tényre utaló kifejezés használatát közérdek vagy bárki jogos érdeke indokolta.
(5) Hatóság vagy hivatalos személy megsértése miatt büntető eljárásnak csak jogszabályban meghatározott szerv vagy személy feljelentése alapján van helye.”
Tehát akár börtönbüntetéssel is sújtható volt az a személy, aki akár tényállítással, akár értékítélettel kritizálta a hatóságot vagy az azt képviselő hivatalos személyt. Minősített esetnek számított, ha ezt valaki nagy nyilvánosság előtt tette, így súlyosabb büntetésre is számíthatott (pl. újságcikk, beszéd). Különösen fontos kiemelni azt a tényt, hogy a tényállás szerint a becsület csorbítására alkalmas tény valóságtartalma nem tényállási eleme a bűncselekménynek, ezáltal a való és valótlan tény közlése ugyanúgy bűncselekménynek minősült. Volt lehetőség ellenbizonyításra, ám erre is csak akkor, ha a sértő kijelentés elhangzását a közérdek vagy bárki jogos érdeke szükségessé tette. Ez azt jelenti, hogy megfordult a bizonyítási teher és annak kellett ártatlanságát bizonyítania, akit büntetőeljárás alá vontak. Ez egyenesen szembement az ártatlanság vélelmének alapelvével.
A magánszemély által benyújtott alkotmányjogi panaszban sérelmezték, hogy ezen törvényi rendelkezés ellentétes a véleménynyilvánítás szabadságával és egyenesen szembemegy a jogállamiság követelményeivel.
Tehát ezen határozat lényegi kérdésekben foglalt állást a közhatalmat gyakorló személyek bírálhatóságáról a véleménynyilvánítási szabadság és a sajtószabadság határainak meghúzásával.

## Indokolás
- A szükségességi és arányossági teszt alkalmazásával megállapította az Alkotmánybíróság, hogy az érintett rendelkezés a véleménynyilvánítási szabadság alapjogának lényeges tartalmát sérti, szükségtelen és ezáltal mindenképp aránytalan is.
- Demokratikus közvélemény: állami feladat és kötelezettség, hogy a közvélemény alakulásának szabadságát biztosítsa. A véleménynyilvánítási szabadság egy általánosságban védett érték, tehát nem csupán alanyi jog, hanem objektíve a közvélemény-alakítás is a célja.

Megszorító értelmezés: Mivel a véleménynyilvánításhoz való alapjog korlátozására is van lehetőség, ezért fontos ezen esetek behatárolása. Ezzel kapcsolatban kimondta az Alkotmánybíróság, hogy a véleményszabadságot korlátozó törvényeket megszorítóan kell értelmezni.
Tartalomsemlegesség elve: Bármilyen véleményt megillet az érték- és igazságtartalmára tekintet nélküli védelem. Ez azt jelenti, hogy ezen alapjog gyakorlását csak külső okok korlátozhatják és ettől függetlenül mindenfajta véleménynek helye van egy demokratikus országban. Legyen az pozitív, negatív, káros vagy esetleg sértő is.
Sajtószabadság: Az Alkotmánybíróság indokolásában a véleménynyilvánítási szabadságot a sajtószabadságra vonatkoztatva fejtette ki.
A sajtószabadság az egyik legfontosabb összetevője egy demokratikus országnak. Szabadságának garantálása az állam kötelessége, hiszen "a sajtó a véleményalkotáshoz szükséges információszerzésnek, a véleménynyilvánításnak és véleményformálásnak kitüntetett fontosságú eszköze."
- Korlátozási lehetőség: A véleménynyilvánításhoz való jog korlátozható az emberi méltósághoz való jog és a jó hírnévhez való jog alkotmányos értékeinek védelmében.

"A demokratikus jogállam állami és önkormányzati intézményeinek szabad bírálata, működésük, tevékenységük kritikája - még ha az becsületsértő értékítéletek formájában történik is -, a társadalom tagjainak, az állampolgároknak olyan alapvető alanyi joga, amely a demokrácia lényegi eleme."
Hivatalos személyek és közszereplők helyzete: Esetükben egy tágabb jogérvényesülésről beszélhetünk, mivel az őket ért keményebb kritikák megengedhetősége demokratikus érdek. Az Alkotmánybíróság kimondta, hogy ezen személyeknek többet is el kell viselniük, mint más magánszemélyeknek. Ennek ellenére a nem e minőségükkel kapcsolatban tett kijelentések tekintetében a magánszemélyekkel azonos védelem illeti meg őket. (Például: A köztársasági elnök zártkörű születésnapján az egyik vendég által a magánéletével kapcsolatosan tett kijelentés.)
"A hivatalos személyeknek és közszereplőknek adott esetben el kell viselniük a kemény kritikát is: az alkotmányosan nem büntethető véleménynyilvánítás és tényállítás köre esetükben tágabb, mint más személyeknél."
- Európai Emberi Jogi Bíróság gyakorlata: Az Európai Emberi Jogi Bíróság kimondta több határozatában is, hogy a véleménynyilvánítás szabadsága a demokratikus társadalmak alapköve; korlátozhatóságának megállapításához egy szükségességi és arányossági tesztet kell alkalmazni.

Lépcsőzetesség: A kritika megengedhetőségének határai a kormányzat és a közhivatalnokok esetében a legtágabb. Ez azt jelenti, hogy nekik kell a legtöbb kritikát elviselniük, mivel az egész társadalom érdeke, hogy a kormányzó hatalmat félelem nélkül lehessen kritizálni. Ennél szűkebb az a kritikai kör, amit a nem kormányzó politikusoknak és a közszereplőknek kell elviselniük de ez is jelentősen tágabb, mint más magánszemélyek esetében. Minden olyan személy, aki közhatalmat gyakorol köteles eltűrni a sértő és kemény kritikát. Sokszor akár valótlan tényállítások esetén is kénytelenek csendben tűrni. Minden állampolgár alanyi joga a közügyek megvitatása és a hatalom bírálata, mivel maga a nép ruházza át a hatalmát a vezető politikusokra, tisztségviselőkre. A demokrácia lényege, hogy a hatalom a nép és soha nem egy vezető, vagy egy csoport kezében van.
"A demokratikus társadalom létezésének és fejlődésének nélkülözhetetlen eleme a közügyek vitatása, amely feltételezi a különböző politikai nézetek, vélemények kinyilvánítását, a közhatalom működésének bírálatát. A demokratikus hagyományokkal rendelkező társadalmak tapasztalatai szerint is e vitákban esetenként kellemetlen, éles, esetleg igazságtalan támadásokat intéznek a kormányzat és a közhivatalnokok ellen és nyilvánosságra kerülnek olyan tények is, amelyek a közéleti szereplők becsületének csorbítására alkalmasak."

## Értékítélet, tényállítás
Az értékítélet az ember egy olyan megnyilvánulása, mely véleményét juttatja kifejezésre. Szubjektív elemet hordoz, ezáltal megismerhető a másik személy érzelmi viszonya egy adott témával. Ezzel szemben a tényállítás magában hordozza az objektivitás. A tényállítás nem feltétlen kell, hogy kifejezésre juttassa az azt kifejtő személy értékítéletét, tehát személyes szubjektív véleményét. Általában a kettő kéz a kézben jár, hiszen sokszor esetről esetre kell meghatározni, hogy az adott kontextusban tulajdonképpen értékítéletről vagy tényállításról van e szó.
Elválasztásuknak alkotmányjogi jelentősége, hogy a véleménynyilvánítási szabadság minden esetben kiterjed az értékítéletekre. Az egyén személyes véleményét attól függetlenül védi az Alaptörvény, hogy az igaz vagy sem; kedves vagy sem; racionális e vagy sem. Ennek egyetlen korlátja az ugyanúgy alkotmányosan védett emberi méltóság, becsület és jó hírnév. Itt megint fontos kiemelni, hogy fokozott alkotmányos védelem illeti meg az olyan véleményeket (értékítéleteket), melyek közügyekre vonatkoznak, hiszen ezen vélemények szabad kifejtése jelenti a demokráciát.
New York Times-szabály: Más a helyzet a tényállítások tekintetében. A szólásszabadság védelme nem annyira feltétlen a tényállítások tekintetében, mint értékítélet esetén. A szabály lényege, hogy a véleménynyilvánítás szabadsága nem védheti az olyan valótlan és becsületsértő tények közlését, melyek a közlő személy által tudottan hamisak, vagy hivatásának szabályai szerint vizsgálnia kellett volna a tények valóságtartalmát de ezt nem tette meg, vagy a kellő gondosságot elmulasztotta.
"Az Alkotmánybíróság álláspontja szerint a véleménynyilvánítás szabadsága nem terjed ki a becsületsértésre alkalmas valótlan tények közlésére akkor, ha a nyilatkozó személy kifejezetten tudatában van a közlés valótlanságának (tudatosan hamis közlés) vagy foglalkozása, hivatása gyakorlásának szabályai szerint elvárható lett volna tőle a tények valóságtartalmának vizsgálata, de a véleménynyilvánítási alapjog felelős gyakorlásából adódó gondosságot elmulasztotta."
Ezen szabály főként a médiában dolgozókat érinti, mivel hivatásuknál fogva nagyobb felelősség terheli őket. Jelentős a szerepük a közvélemény alakításában, ezáltal sajátos kötelezettségük a tények felderítése és a valóság közlése.